# Gemla
Gemla (ausgesprochen jem-la) ist eine Ortschaft (Tätort) in der schwedischen Provinz Kronobergs län und der historischen Provinz Småland. Der Ort in der Gemeinde Växjö liegt zwischen Alvesta und Växjö an den Reichsstraßen 707 und 712.

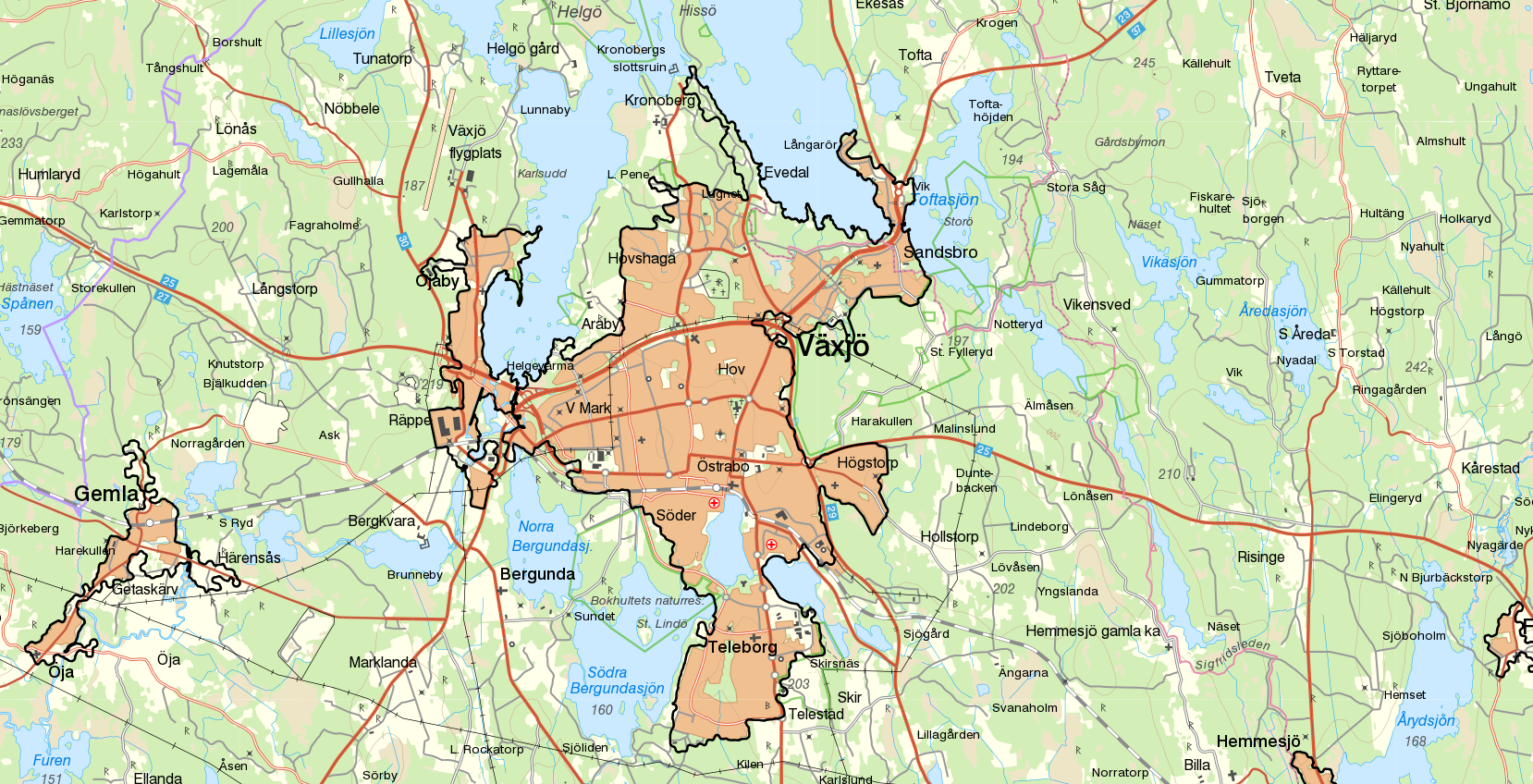
Gemla – links

Im südlichen Teil der Ortschaft liegt die Öja Kirche, errichtet in den 1850er Jahren.
Der Spielzeughersteller „Micki“ betreibt eine Fabrik am Ort.

## Persönlichkeiten
- Gemla wurde vor allem bekannt durch den Schriftsteller und Literaturnobelpreisträger Pär Lagerkvist, der dort einige Zeit verbrachte, um seine Werke zu verfassen.
- Gustav Larsson, Profi-Radrennfahrer und Gewinner einer olympischen Silbermedaille, stammt aus Gemla.
- Der mit einem Michelin-Stern ausgezeichnete Fernsehkoch Stefan Karlsson stammt aus Gemla.